# Cuásar

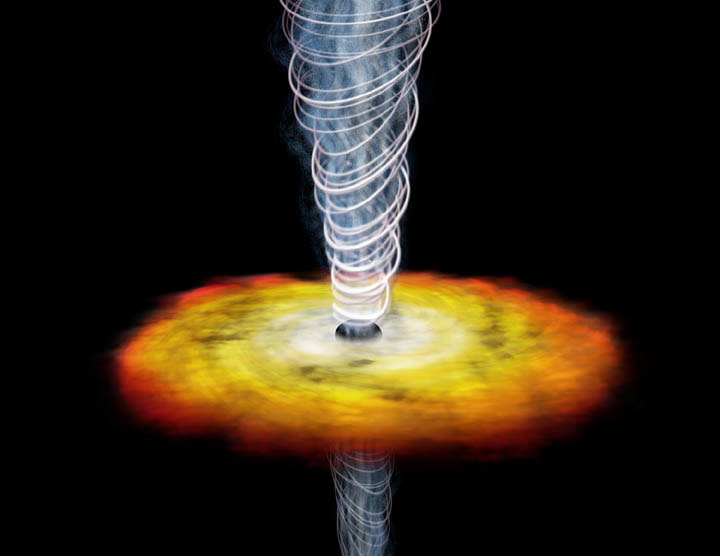
Representación artística del cuásar GB1508.

Un cuásar o quasar (acrónimo de «fuente de radio cuasiestelar», traducción del inglés quasi-stellar radio source) se define como, bien una galaxia recién nacida o bien aquella fuente de energía que se presenta en el agujero negro del centro de dichas galaxias recién nacidas, caracterizados por ser una fuente astronómica de energía electromagnética, que incluye radiofrecuencias y luz visible. 

## Generalidades
Los cuásares se presentan en un enorme agujero negro,  que absorbe toda la materia que encuentra en su cercanía. Cuando esto ocurre, por efecto de la enorme velocidad de rotación del disco de acreción formado, se produce una gigantesca cantidad de energía, liberada en forma de ondas de radio, infrarrojo, luz, ultravioleta y rayos X, lo que convierte a los cuásares en los objetos más brillantes y calientes del universo conocido.
En un principio se supuso que los cuásares eran agujeros blancos, aunque el avance del estudio de su formación y características ha descartado tal supuesto.
En telescopios ópticos, la mayoría de los cuásares aparecen como simples puntos de luz, aunque algunos parecen ser los centros de galaxias activas. La mayoría de los cuásares están demasiado lejos para ser vistos por telescopios pequeños, pero el 3C273, con una magnitud aparente de 12.9, es una excepción. A una distancia de 2440 millones de años luz, es uno de los objetos más lejanos que se pueden observar directamente con un equipo amateur.
Algunos cuásares muestran cambios rápidos de luminosidad, lo que implica que son pequeños, ya que un objeto no puede cambiar más rápido que el tiempo que tarda la luz en viajar desde un extremo al otro. El corrimiento al rojo más alto conocido de un cuásar es de z=7.54 ULAS J1342+0928 aunque recientemente se detectó uno a z=7.52 y se estudia si es más lejano aún.
Se cree que los cuásares están alimentados por la acreción de materia de agujeros negros supermasivos en el núcleo de galaxias lejanas, convirtiéndolos en versiones muy luminosas de una clase general de objetos conocida como galaxias activas. No se conoce el mecanismo que causa la emisión de la gran cantidad de energía y su variabilidad rápida. El conocimiento de los cuásares ha avanzado muy rápidamente, aunque no hay un consenso claro sobre sus orígenes.

## Propiedades de los cuásares
Se conocen más de 200 000 cuásares y todos los espectros observados tienen un corrimiento al rojo considerable, que va desde 0.06 hasta el máximo de 7.08. Por tanto, todos los cuásares se sitúan a grandes distancias de la Tierra, el más cercano a 240 Mpc (780 millones de años luz) y el más lejano a 6 Gpc (13 000 millones de años luz). La mayoría de los cuásares se sitúan a más de 1 Gpc de distancia; como la luz debe tardar un tiempo muy largo en recorrer toda la distancia, los cuásares son observados como eran en el pasado distante del universo.
Aunque aparecen débiles cuando se observan por telescopios ópticos, su corrimiento al rojo alto implica que estos objetos se sitúan a grandes distancias, lo que hace de los cuásares los objetos más luminosos en el universo conocido. El cuásar que muestra mayor brillo en el cielo es 3C 273 de la constelación de Virgo. Está a una distancia de ~670 millones de parsecs, es decir, en torno a 2200 millones de años luz. Tiene una magnitud aparente de 12.8, lo suficientemente brillante para ser observado desde un telescopio pequeño, pero su magnitud absoluta es de −26.7. A una distancia de 10 pársecs (unos 33 años luz), este objeto brillaría en el cielo con mayor fuerza que el Sol. La luminosidad de este cuásar es unos dos billones (2 × 1012) de veces mayor que la del Sol, o cien veces más que la luz total de una galaxia media como la Vía Láctea.
El cuásar hiperluminoso APM 08279+5255 tenía, cuando se descubrió en 1998, una magnitud absoluta de −32.2, aunque las imágenes de alta resolución del telescopio espacial Hubble y el telescopio Keck revelaron que este sistema era una lente gravitacional. Un estudio del fenómeno de lente gravitacional en este sistema sugiere que se ha aumentado en un factor de 10. Se trata, de todas formas, de un objeto más luminoso que los cuásares más cercanos como 3C273. Se piensa que HS 1946+7658 tiene una magnitud absoluta de −30.3, pero que también ha sido aumentada por el efecto de lente gravitacional.
Se ha descubierto que los cuásares varían de luminosidad en escalas de tiempo diversas. Algunas varían su brillo cada algunos meses, semanas, días u horas. Esta evidencia ha permitido a los científicos teorizar que los cuásares generan y emiten su energía desde una región muy pequeña, puesto que cada parte del cuásar debería estar en contacto con las otras en dicha escala de tiempo para coordinar las variaciones de luminosidad. Es decir, un cuásar que varía en una escala de tiempo de algunas semanas no puede ser mayor que algunas semanas luz de ancho.
Los cuásares manifiestan muchas propiedades idénticas a las de las galaxias activas: la radiación no es térmica y se ha observado que algunas tienen jets y lóbulos como las radiogalaxias. Los cuásares pueden ser observados en muchas zonas del espectro electromagnético como radiofrecuencia, infrarrojos, luz visible, ultravioletas, rayos X e incluso rayos gamma. La mayoría de los cuásares son más brillantes en el marco de referencia de ultravioleta cercano, cerca de la línea Lyman-alfa de emisión del hidrógeno de 1216 Å o (121.6 nm), pero debido a su corrimiento al rojo, ese punto de luminosidad se observa tan lejos como 9000 Å (900 nm) en el infrarrojo cercano.

## Generación de emisión
Ya que los cuásares muestran propiedades en común con todas las galaxias activas, muchos científicos han comparado las emisiones de los cuásares con aquellas de galaxias activas pequeñas debido a su similitud. La mejor explicación para los cuásares es que están alimentados por agujeros negros supermasivos. Para crear una luminosidad de 1040 W (el brillo típico de un cuásar), un agujero negro supermasivo debería consumir la materia equivalente a diez estrellas por año. Los cuásares más brillantes conocidos deberían devorar mil masas solares de materia cada año. Se cree que los cuásares se «encienden» y «apagan» dependiendo de su entorno. Una implicación es que un cuásar no continuaría alimentándose a esa velocidad durante 10 000 millones de años, lo que explicaría satisfactoriamente por qué no hay cuásares cercanos. En este marco, después de que un cuásar acabase de consumir el gas y el polvo, se convertiría en una galaxia normal.
Los cuásares también proporcionan algunas pistas sobre el fin de la reionización del Big Bang. Los cuásares más viejos (z > 4) muestran un efecto Gunn-Peterson y tienen zonas de absorción en el frente de ellos indicando que el medio intergaláctico en ese momento era gas neutro. Los cuásares más recientes no muestran zonas de absorción, pero en su lugar, sus espectros muestran una parte puntiaguda conocida como bosque Lyman-alfa. Esto indica que el medio intergaláctico está sometido a una reionización hacia plasma y que el gas neutro solo existe en cúmulos pequeños.
Otra característica interesante de los cuásares es que muestran evidencias de elementos más pesados que el helio. Esto significa que esas galaxias estuvieron sometidas a una fase masiva de formación estelar creando estrellas de población III entre el momento del Big Bang y los primeros cuásares observados. La luz de esas estrellas pudo haber sido observada por el telescopio espacial Spitzer de la NASA, aunque a finales de 2005 esta interpretación aguardaba ser confirmada.

## Historia de la observación de cuásares

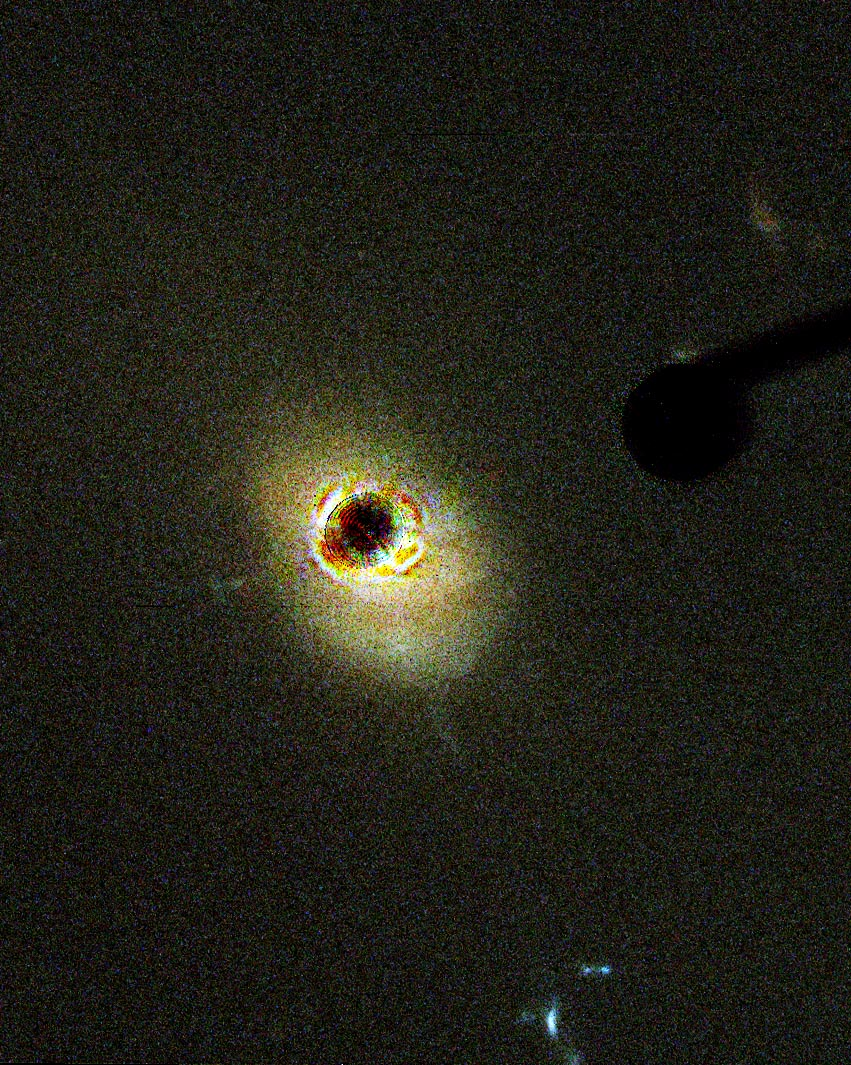
Cuásar 3C 273.

Los primeros cuásares fueron descubiertos con radiotelescopios a finales de los años 1950. Muchos fueron registrados como fuentes de radio que no tenía un objeto visible correspondiente. Utilizando telescopios pequeños y el telescopio Lovell como un interferómetro, los objetos mostraban que tenían un tamaño angular muy pequeño. Cientos de estos objetos fueron registrados hacia 1960 y se publicó el Tercer Catálogo de Cambridge de Radio-fuentes (3C) mientras los astrónomos exploraban el cielo con telescopios ópticos. En 1960, la fuente de radio 3C 48 fue finalmente vinculada con un objeto óptico. Los astrónomos detectaron lo que parecía una estrella azul tenue en la posición de la fuente de radio y obtuvieron su espectro: conteniendo muchas líneas de emisión desconocidas, el espectro anómalo resistía una interpretación.
En 1962 se consiguió un avance destacado. Se calculó que otra fuente de radio, la 3C 273, sufriría cinco ocultaciones por la Luna. Las medidas obtenidas por Cyril Hazard y John Bolton durante una de las ocultaciones utilizando el Observatorio de Parkes permitió a Maarten Schmidt una identificación óptica del objeto y obtener su espectro visible con el telescopio Hale de Monte Palomar. Este espectro reveló las mismas líneas de emisión extrañas. Schmidt se dio cuenta de que se trataba de las líneas del espectro del hidrógeno con un corrimiento al rojo del 15.8 %. Este descubrimiento mostraba que la 3C 273 se estaba alejando a una velocidad de 47 000 km/s. Este descubrimiento revolucionó la observación de cuásares y permitió a otros astrónomos buscar corrimientos al rojo en las líneas de emisión de otras fuentes de radio. La 3C 48 mostró tener un corrimiento al rojo del 37 % de la velocidad de la luz.
El término cuásar (en inglés, quasar) fue acuñado por el astrofísico estadounidense de origen chino, Hong-Yee Chiu, en 1964, en Physics Today, para describir estos objetos extraños:

Hasta el momento, el nombre, torpe y largo, de 'quasi-stellar radio sources' [fuentes de radio casi estelares] se ha utilizado para describir estos objetos. Debido a que su naturaleza es completamente desconocida, es difícil preparar una nomenclatura corta y apropiada para ellos, ya que sus propiedades esenciales van implícitas en su nombre. Por conveniencia, la forma abreviada ‘quasar’ se utilizará durante este artículo
Hong-Yee Chiu en Physics Today, mayo de 1964

Más tarde se descubrió que no todos los cuásares, sino solo alrededor de un 10 %, tenían emisiones de radio altas (los radio-intenso). Por lo tanto, el nombre de QSO (Objeto cuasi-estelar) se utiliza para referirse a estos objetos, incluyendo las clase radio-intensa (RLQ) y radio-silenciosa (RQQ).
Un tema de debate durante los años 1960 fue si los cuásares eran objetos cercanos o lejanos como implicaba su corrimiento al rojo. Se sugirió que el corrimiento al rojo de los cuásares no era debido al efecto Doppler sino a que la luz escapaba de un muro gravitacional. Sin embargo, se creía que una estrella de suficiente masa para formar tal muro, sería inestable. Los cuásares también mostraban unas líneas de emisión inusuales que solo se habían visto anteriormente en nebulosas de baja densidad de gas caliente, lo que sería demasiado difuso para generar la energía observada y mantenerse dentro del muro gravitacional. Hubo también preocupaciones serias respecto a la idea cosmológica de los cuásares lejanos. Un argumento firme contra esto es que las energías implicadas en los cuásares excedían todos los procesos de conversión de energía conocidos, incluyendo la fusión nuclear. En ese momento, hubo algunas sugerencias sobre que los cuásares eran alguna forma desconocida de antimateria estable y que eso podía influir en su brillo. Esta objeción se eliminó con la propuesta del mecanismo del disco de acrecimiento en los años setenta, y en la actualidad la distancia cosmológica de los cuásares es aceptada por el consenso científico.
En 1979, el efecto de lente gravitacional pronosticado por la Teoría General de la Relatividad de Einstein fue confirmado por la observación por primera vez con imágenes del doble cuásar 0957+561.
En la década de 1980, se desarrollaron modelos unificados en el que los cuásares fueron vistos como una clase de galaxias activas, y había emergido en un consenso general que en la mayoría de los casos era el ángulo de visión lo que distinguía unas clases de otras, como los blazars y las radiogalaxias. Se creía que la luminosidad elevada de los cuásares era el resultado de la fricción causada por el gas y el polvo cayendo en los discos de acrecimiento de agujeros negros supermasivos, que podían convertir un 10 % de masa de un objeto en energía, a diferencia del 0.7 % obtenido en procesos de fusión nuclear que dominan la producción de energía en estrellas solares.
Este mecanismo también se cree que explica por qué los cuásares eran más comunes al comienzo del universo, ya que esta producción de energía finaliza cuando el agujero negro supermasivo consume todo el gas y polvo que tiene cerca. Esto significa que es posible que la mayoría de las galaxias, incluyendo la Vía Láctea, ha pasado a través de una etapa activa, apareciendo como un cuásar u otra clase de galaxia activa dependiente de la masa del agujero negro y la rotación de acrecimiento, y que son inactivos ahora debido a la falta de materia para alimentar sus agujeros negros centrales que generan la radiación.

## Galería

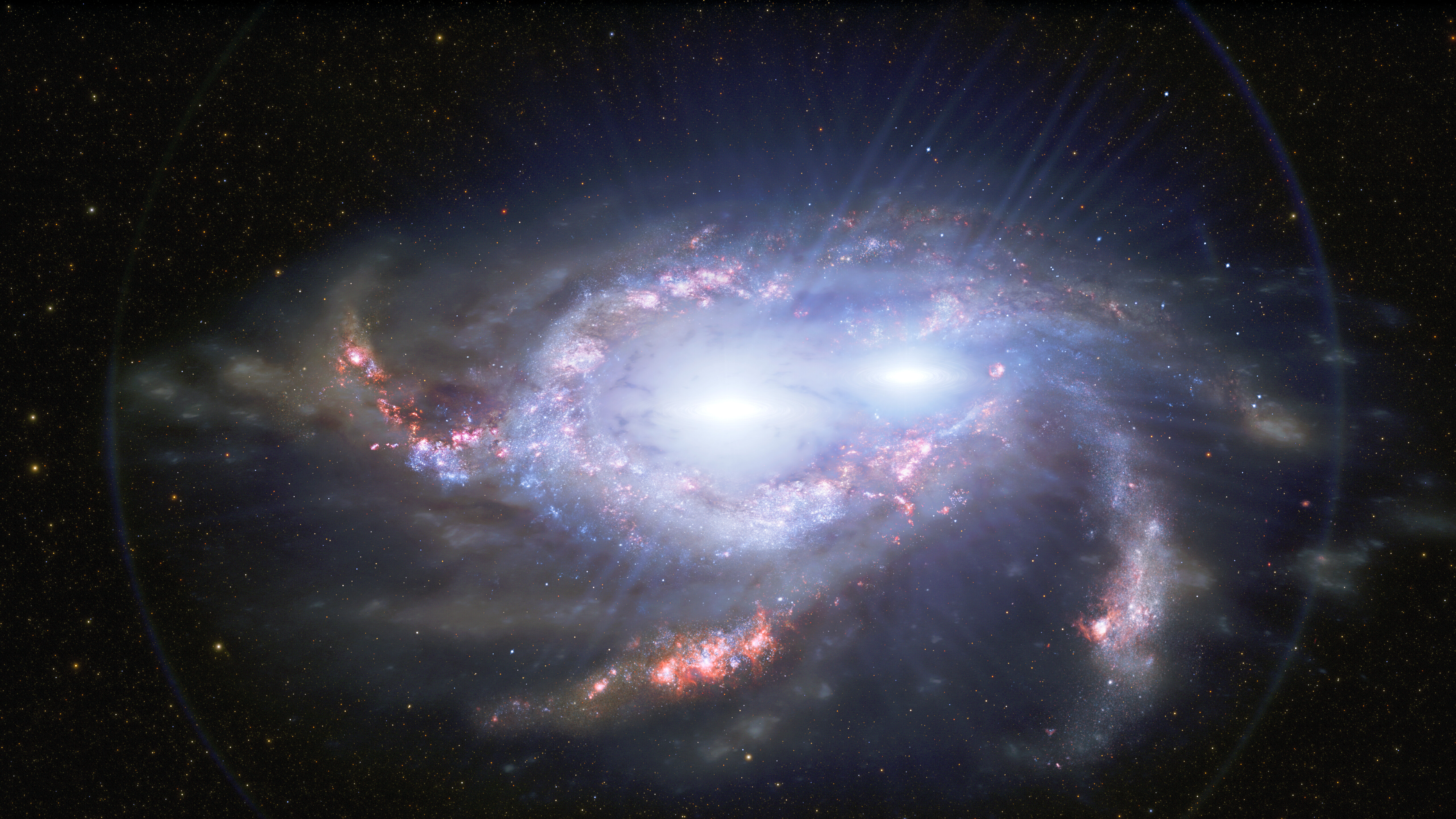
Ilustración de Doble Cuásares en Galaxias en Fusión.
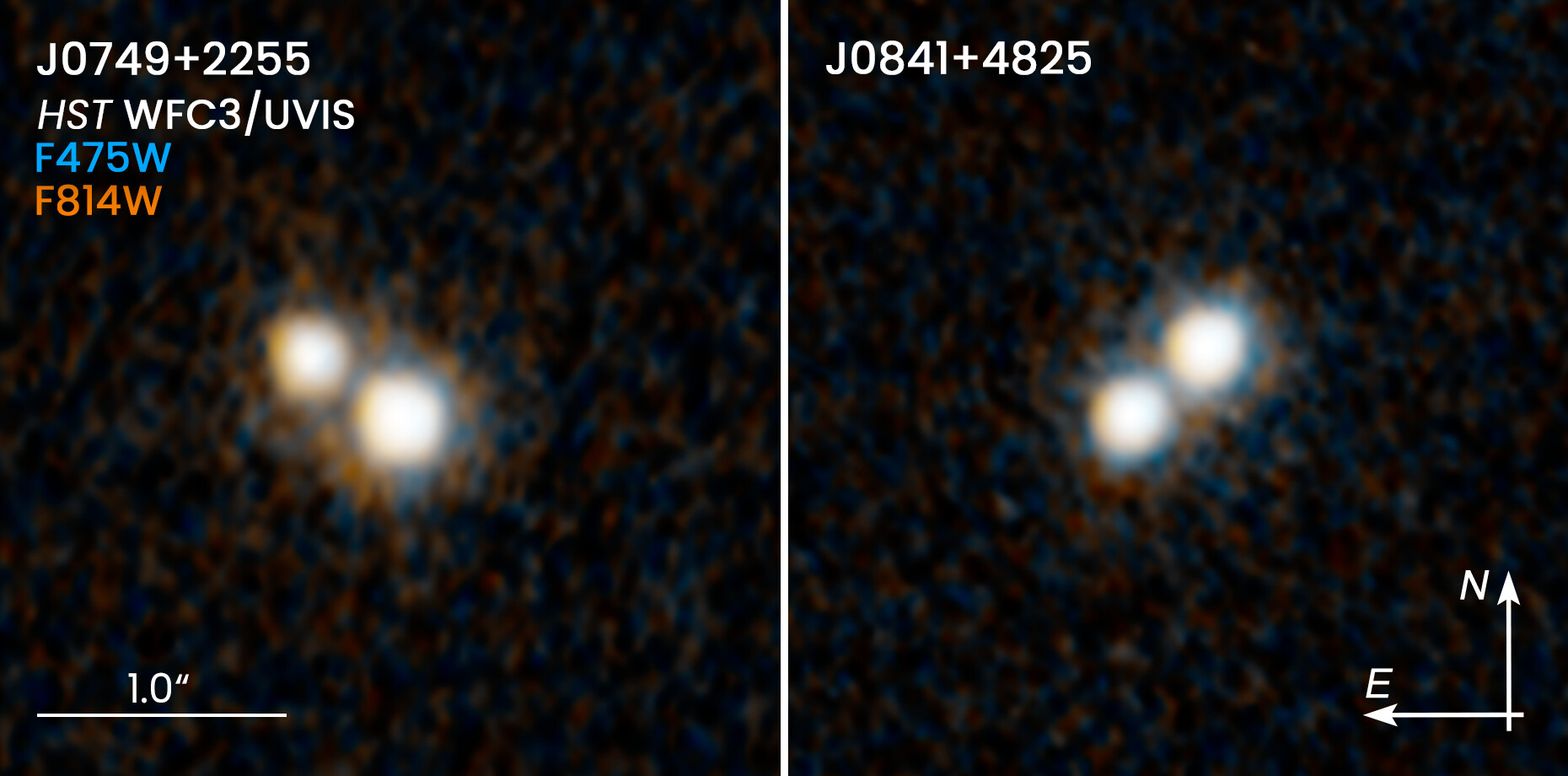
Estas dos imágenes del Telescopio Espacial Hubble de la NASA/ESA revelan dos pares de cuásares que existieron hace 10 mil millones de años y se encuentran en el centro de galaxias en fusión.
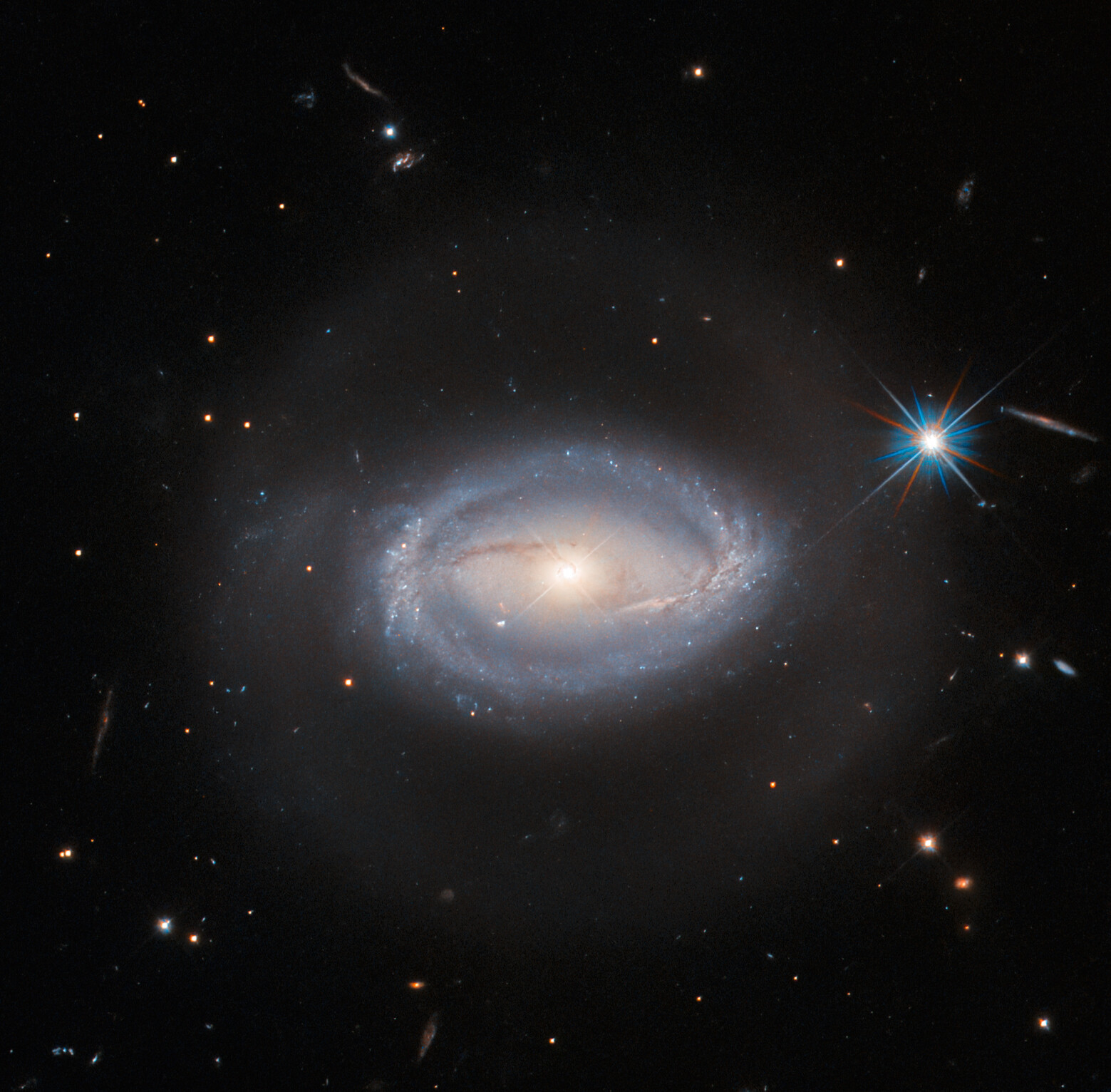
Cuásar Z 229-15: una galaxia espiral que contiene un núcleo galáctico activo (AGN).